# Lights (album de Globe)
Pour les articles homonymes, voir Lights.
Albums de Globe
Outernet
(2001) Lights 2
(2002)
Remix par Globe
Global Trance
(2001)
Singles
1. Try This Shoot
Sortie : 1er août 2001
2. Stop! In the Name of Love
Sortie : 14 novembre 2001
3. Genesis of Next
Sortie : 5 décembre 2001
4. Many Classic Moments
Sortie : 6 février 2002

Lights est le sixième album original de Globe ; une suite sort peu après : Lights 2.

## Présentation
L'album, coécrit, composé (sauf une reprise) et coproduit par Tetsuya Komuro, sort le 6 février 2002 au Japon sur le label Avex Globe de la compagnie Avex, dix mois seulement après le précédent album original du groupe, Outernet (entre-temps est sorti son album de remix Global Trance). C'est le premier album du groupe où sa chanteuse Keiko figure seule en couverture. C'est un album en deux parties, dont le deuxième volume Lights 2 sortira deux mois plus tard, avec une pochette ressemblante.
Lights atteint la 2e place du classement des ventes de l'Oricon, et reste classé pendant douze semaines. Il se vend mieux que les deux précédents albums du groupe (pré-cités), mais moins bien que ceux sortis avant 2001, incluant ceux de remix ; il se vendra également un peu mieux que sa deuxième partie. 
L'album confirme le tournant musical du groupe vers la musique électronique trance amorcé l'année précédente, d'où son succès inférieur à celui des anciens albums de style plus pop.
Il contient neuf chansons, dont les chansons-titres des quatre singles parus depuis le précédent album et une de leurs "faces B" : Try This Shoot, Stop! In the Name of Love (une reprise du titre de The Supremes), Genesis of Next et sa "face B" What's the Justice? (utilisées comme génériques de la série anime adaptée du manga Cyborg 009), et Many Classic Moments qui sort le même jour que l'album ; ces chansons sont cependant remaniées sur l'album. Il contient aussi un titre instrumental en conclusion, qui sera repris en introduction de la deuxième partie.

## Liste des titres
Les musiques sont composées par Tetsuya Komuro (sauf n°8 par Holland, Dozier, Holland), et arrangées par lui (sauf n°5 par Marc).
| CD    | CD                                                    | CD                                   | CD    | CD | CD | CD | CD | CD | CD |
| No    | Titre                                                 | Paroles                              | Durée |    |    |    |    |    |    |
| ----- | ----------------------------------------------------- | ------------------------------------ | ----- | -- | -- | -- | -- | -- | -- |
| 1.    | Many Classic Moments (26e single)                     | Tetsuya Komuro (rap: Marc)           | 6:52  |    |    |    |    |    |    |
| 2.    | Merry Go Round                                        | Tetsuya Komuro                       | 6:52  |    |    |    |    |    |    |
| 3.    | What's the Justice? ("face B" du 25e single)          | Keiko ＆ Marc                        | 8:03  |    |    |    |    |    |    |
| 4.    | Genesis of Next (genesis of next ; 25e single)        | Tetsuya Komuro & Marc                | 9:28  |    |    |    |    |    |    |
| 5.    | Come Into Existence                                   | Marc                                 | 5:33  |    |    |    |    |    |    |
| 6.    | Megami (女神)                                         | Tetsuya Komuro                       | 3:56  |    |    |    |    |    |    |
| 7.    | Try This Shoot (try this shoot ; 23e single)          | Keiko (rap: Marc)                    | 5:59  |    |    |    |    |    |    |
| 8.    | Stop! In the Name of Love (Reprise ; 24e single)      | Holland, Dozier, Holland (rap: Marc) | 6:33  |    |    |    |    |    |    |
| 9.    | Lights Brought the Future (Lights brought the future) | Tetsuya Komuro (rap: Marc)           | 7:51  |    |    |    |    |    |    |
| 10.   | Fade In2 (fade in2 ; instrumental)                    | (Instrumental)                       | 2:52  |    |    |    |    |    |    |
| 63:59 |                                                       |                                      |       |    |    |    |    |    |    |